# والتر والش
والتر والش (بالإنجليزية: Walter Walsh)‏ هو ضابط أمريكي، ولد في 4 مايو 1907 في يونيون سيتي في الولايات المتحدة، وتوفي في 29 أبريل 2014 في مقاطعة أرلنغتون في الولايات المتحدة.

## وصلات خارجية
- والتر والش على موقع أوليمبيديا (الإنجليزية)